# 황용갑 (1924년)
황용갑(1924년 5월 28일~)은 대한민국의 비전향 장기수이다. 2000년에 6·15 남북 공동선언에 의거해 조선민주주의인민공화국으로 송환되었다.
경상남도 하동군의 빈농 가정 출신이다. 학교를 다니지 못할 만큼 가난한 형편에서 자랐고 태평양 전쟁 말기에는 징병으로 일본군에 편입되었다가 종전을 맞았다. 미군정 시기 좌익 운동으로 2·7 사건 등에 참여했다.
1948년에는 남조선로동당에 입당하고 고향과 가까운 지리산으로 들어가 조선인민유격대에 입대하였다. 1950년에 한국전쟁이 발발하자 조선민주주의인민공화국을 지지하면서 지리산에서 파르티잔으로서 활동하던 중, 1952년 2월에 덕유산에서 체포되었다.
체포되고서 무기징역형을 선고받고 전향하지 않아 비전향 장기수가 되었으며, 한 차례 만기 출소했다가 사회안전법으로 다시 수감되는 등 총 복역 기간은 약 35년이다. 그러나 황용갑은 제네바 협약에 따라 전쟁 포로로 취급되었어야 한다는 견해도 있다.
2000년 6·15 남북 공동선언에 의거해 조선민주주의인민공화국으로 송환되었다. 대한민국에는 출소 후 서울에 정착하면서 혼인한 아내가 있었으나 가족이 동행할 수 없어 헤어지게 되었다.
2001년에 수기 〈조국의 참 의미를 심장에 거듭 새기며〉, 2006년에는 《로동신문》에 수기 〈선군장정과 모닥불〉를 발표하여 김정일의 선군 정치가 김일성의 항일 활동에 기반을 둔다는 견해를 밝히고 적극으로 지지하는 의사를 표명했다. 황용갑의 삶을 소재로 삼은 장편소설 《지리산의 갈범》이 창작되기도 하였다.

## 참고 문헌
- 김만수 외 12인 (2003). 〈백두산이 언제나 내 고향이였다 (황용갑)〉. 《신념과 의지의 강자들 -  비전향 장기수들의 수기 4》. 평양: 평양출판사.